# Beaufort (Luxembourg)
Pour les articles homonymes, voir Beaufort.
Beaufort (en luxembourgeois : Beefort  et en allemand : Befort), est une localité luxembourgeoise et le chef-lieu de la commune portant le même nom située dans le canton d'Echternach.

## Géographie
La localité de Beaufort se situe principalement sur un plateau formé par les roches du grès de Luxembourg. Les localités de Dillingen et de Grundhof se trouvent dans la vallée de la Sûre en rive droite.

### Sections de la commune
- Beaufort (siège)
- Dillingen
- Grundhof (du côté gauche de l’Ernz Noire)

### Communes limitrophes
- Berdorf (canton d'Echternach)
- Waldbillig (canton d'Echternach)
- Reisdorf (canton de Diekirch)
- Ermsdorf (canton de Diekirch)
- Medernach (canton de Diekirch)

## Politique et administration

### Liste des bourgmestres
| Identité                        | Période         | Période  | Durée                     | Étiquette |
| Identité                        | Début           | Fin      | Durée                     | Étiquette |
| ------------------------------- | --------------- | -------- | ------------------------- | --------- |
| Léon Bartimes (d) (1916 - 2004) | 1964            | 1987     | 23 ans                    | DP        |
| Camille Hoffmann (d)            | 7 novembre 2017 | En cours | 7 ans, 7 mois et 20 jours | SÉ        |

## Population et société

### Démographie
L'évolution du nombre d'habitants est connue à travers les recensements de la population effectués dans le pays depuis 1821. Les recensements décennaux de la population permettent de caler les chiffres sur la composition de la population par sexe, âge, nationalité et commune de résidence. Entre deux recensements, la population au 1er janvier de l’année {\displaystyle x} est évaluée en ajoutant à la population au 1er janvier de l’année {\displaystyle x-1} les soldes naturel (naissances {\displaystyle -} décès) et migratoire (arrivées {\displaystyle -} départs) de l'année. La même méthode est appliquée pour la répartition par âge au 1er janvier et les effectifs totaux par nationalité. Depuis le 1er septembre 2023, le Luxembourg dénombre 100 communes.
Au 1er janvier 2024, la commune comptait 3 044 habitants.
| 1821  | 1851  | 1871  | 1880  | 1890  | 1900  | 1910  | 1922  | 1930  |
| ----- | ----- | ----- | ----- | ----- | ----- | ----- | ----- | ----- |
| 1 337 | 1 762 | 1 514 | 1 505 | 1 409 | 1 358 | 1 344 | 1 330 | 1 196 |

| 1935  | 1947 | 1960 | 1970 | 1978 | 1979 | 1981 | 1983  | 1984  |
| ----- | ---- | ---- | ---- | ---- | ---- | ---- | ----- | ----- |
| 1 202 | 948  | 802  | 819  | 859  | 851  | 916  | 1 000 | 1 010 |

| 1985  | 1986  | 1987  | 1988  | 1989  | 1990  | 1991  | 1992  | 1993  |
| ----- | ----- | ----- | ----- | ----- | ----- | ----- | ----- | ----- |
| 1 020 | 1 030 | 1 030 | 1 060 | 1 095 | 1 104 | 1 202 | 1 250 | 1 273 |

| 1994  | 1995  | 1996  | 1997  | 1998  | 1999  | 2000  | 2001  | 2002  |
| ----- | ----- | ----- | ----- | ----- | ----- | ----- | ----- | ----- |
| 1 264 | 1 283 | 1 312 | 1 314 | 1 353 | 1 342 | 1 406 | 1 551 | 1 615 |

| 2003  | 2004  | 2005  | 2006  | 2007  | 2008  | 2009  | 2010  | 2011  |
| ----- | ----- | ----- | ----- | ----- | ----- | ----- | ----- | ----- |
| 1 642 | 1 699 | 1 858 | 1 886 | 1 973 | 2 025 | 2 035 | 2 126 | 2 254 |

| 2012  | 2013  | 2014  | 2015  | 2016  | 2017  | 2018  | 2019  | 2020  |
| ----- | ----- | ----- | ----- | ----- | ----- | ----- | ----- | ----- |
| 2 273 | 2 372 | 2 412 | 2 478 | 2 545 | 2 699 | 2 816 | 2 802 | 2 885 |

| 2021  | 2022  | 2023  | 2024  | - | - | - | - | - |
| ----- | ----- | ----- | ----- | - | - | - | - | - |
| 2 901 | 3 019 | 3 053 | 3 044 | - | - | - | - | - |

Le graphique qui aurait dû être présenté ici ne peut pas être affiché car il utilise l'ancienne extension Graph, désactivée pour des questions de sécurité. Des indications pour créer un nouveau graphique avec la nouvelle extension Chart sont disponibles ici.

## Tourisme

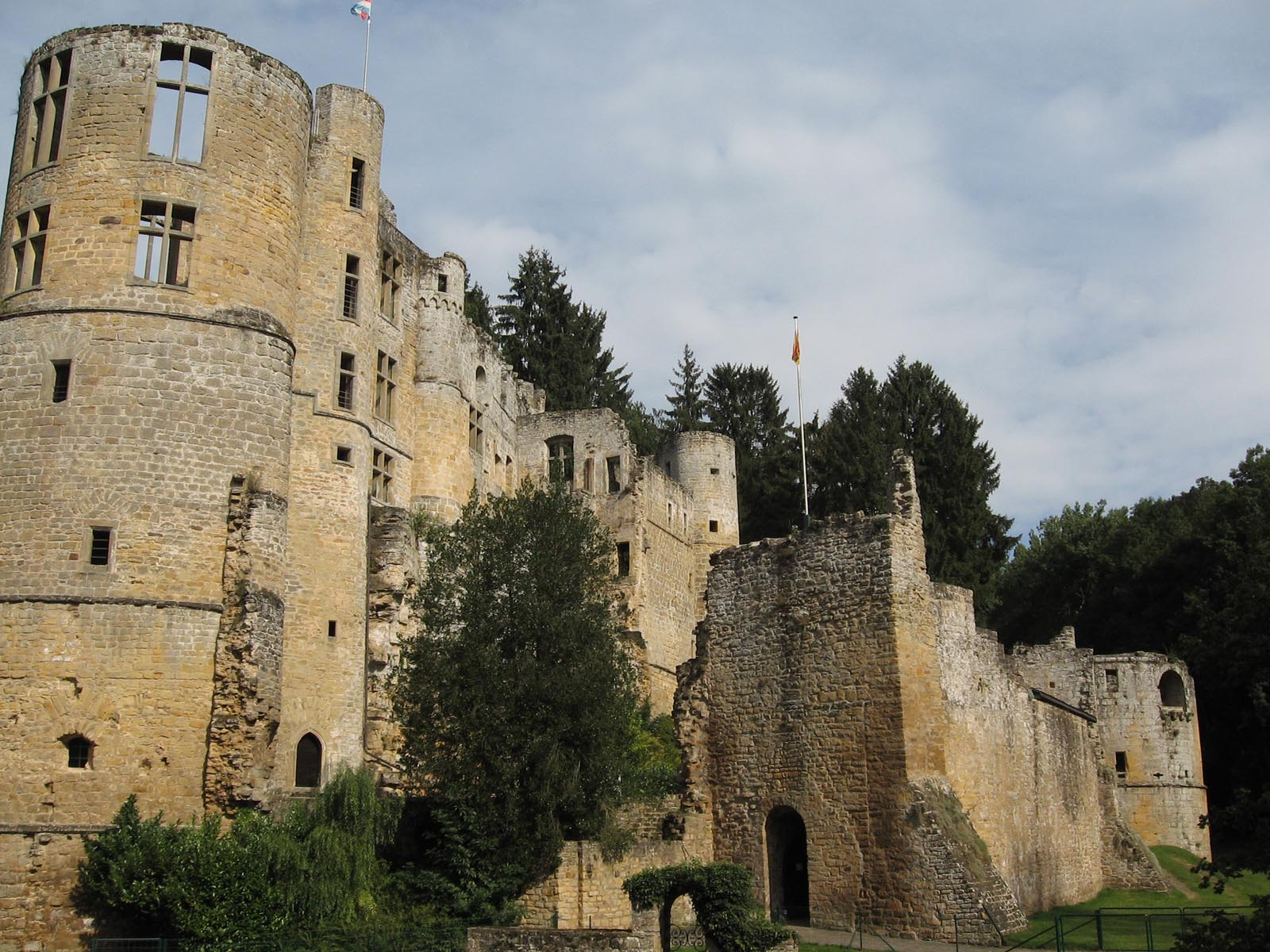
Le château de Beaufort.

Beaufort est l’un des centres touristiques de la Petite Suisse luxembourgeoise. On y trouve les ruines d’une forteresse médiévale (datant d’environ 1200) et un château style Renaissance construit vers 1650 par le gouverneur Jean de Beck. L’église néogothique date des années 1850.

## Culture locale et patrimoine

### Tourte de Beaufort
La commune de Beaufort est aussi connue pour sa spécialité culinaire, la tourte de Beaufort (en allemand : TorteBefort). C'est une tarte salée, autrement dit une quiche. Cette tourte est faite avec une pâte à la farine de blé surmontée de poireaux cuits à l'eau couverts d'un mélange d’œufs, de crème fraîche et d'herbes aromatiques en tout genre. La tarte est saupoudrée de fromage râpé, puis couverte d'une galette de pommes de terre ayant un diamètre à peu près égal à celui du plat sur lequel repose la quiche. Pour la galette, les pommes de terre sont râpées puis, une fois les œufs, le sel, et les herbes ajoutés, la galette est cuite dans une poêle avec un fond de beurre. Après la galette disposée sur le plat, on ajoute le mélange d’œufs, de crème fraîche de vaches et d'herbes aromatiques. Le saupoudrage de fromage râpé est aussi de mise.
Enfin, une autre pâte de farine de blé recouvre le plat et le contenu de ce dernier, les bords sont refermés, la pâte, quant à elle, est badigeonnée de jaune d’œuf. On aère le tout en faisant un damier avec une lame sur la pâte. La tourte de Beaufort est ensuite mise au four traditionnel. Une fois sortie, elle n’attend qu'à être dégustée.
Cette spécialité tend à disparaître, elle est de moins en moins réalisée et rares sont les habitants à connaître ce plat ; pourtant, il y a plusieurs décennies, cette tourte était encore appréciée dans les foyers de Beaufort.

### Héraldique, logotype et devise
| Blason de Beaufort | Blason  | D’or à la tour ouverte, crénelée de cinq pièces de gueules, maçonnée de sable, au chef de gueules chargé d’un lambel à cinq pendants d’argent. |
| Blason de Beaufort | Détails | Les Armoiries furent adoptées par le conseil communal en date du 3 juillet 1986 et agréées par arrêté ministériel du 10 octobre 1986. Les armoiries ont comme base celles des seigneurs de Wiltz, dont les descendants étaient jadis les seigneurs de Beaufort. |